# 模拟护照
模拟護照，係指非真实有效的护照，包括「伪饰护照」（Camouflage Passport）與「玩具護照」等。

## 伪饰护照
伪饰护照（Camouflage passport）是一種對應的國家名稱並不存在的護照，其所使用的國名，對普通人來說，會看似好像真正的國家名稱。這種護照通常經由互联网或邮寄，販賣給一些對安全有著疑慮的國際旅行者。這種伪饰護照製作逼真，使得持有者可以藉由它來隱瞞自己的國籍；尤其是在發生劫機、暴動或其他類似事件的時候，有些特定國籍的人可能會被犯罪者特別挑中，因而成為被害者。基於這種保護目的，有時候這種伪饰护照还會與一些相關證件一同販賣，如國際駕照等其他與身份辨識有關的文件。2006年，這類伪饰護照的價格大約在400美元到1000美元之間。
也有一些偽飾護照，是持有者透過貼紙等方式將護照封面修改，但不對護照內頁進行修改，使入境官員在未妥善檢查證件的情況下令持有者入境，或使入境官員以塗改護照等理由遣返持有者，以達到持有者的政治目的。例如一些主张台湾独立的人士会在中华民国护照封面贴上“台湾国”贴纸，以宣扬政治理念。
這類伪饰護照所使用的國家名稱，主要來自不复存在的国家名称，或是已改變名稱的國家之原有的名稱；有些則是使用無法也從未發行護照的地區或政區；還有一类伪饰护照，是使用完全虛構的名稱，只是這些名稱可能乍看或乍聽之下似乎為真實國家。

## 伪饰护照製作者常用的「國家」和「地區」名稱
- 「英屬蓋亞那」（British Guiana），現在的實際名稱是蓋亞那合作共和國（Co-operative Republic of Guyana）。
- 「英屬宏都拉斯」（British Honduras），現在稱為貝里斯 。
- 「英屬西印度群島」（British West Indies），地區名稱，有時稱為英屬加勒比群島（British Caribbean islands）。
- 「Burma」，緬甸的舊名，現在稱為「Myanmar」。
- 「錫蘭」，斯里蘭卡的舊名。
- 「荷屬圭亞那」（Dutch Guiana），現在是蘇利南共和國（Republic of Suriname）。
- 「東薩摩亞」（Eastern Samoa），現在是美屬薩摩亞的領土。
- 「新格拉納達」（New Granada），現在是哥倫比亞共和國。
- 「新赫布里底群島」（New Hebrides），現在是萬那杜共和國（Republic of Vanuatu）。
- 「荷屬東印度群島」，現在是印度尼西亞共和國的一部分。
- 「羅德西亞」（Rhodesia），現在稱為辛巴威共和國（Republic of Zimbabwe）。
- 「越南共和國」（Republic of Vietnam），即前南越，已經由越南社會主義共和國（Socialist Republic of Vietnam）吞并。
- 「西屬幾內亞」（Spanish Guinea），現在是赤道幾內亞共和國（Republic of Equatorial Guinea）。
- 「上沃尔特」（Upper Volta），布基纳法索的旧名。
- 「蘇聯」（The Soviet Union），現已分成15個國家。
- 「桑給巴爾」（Zanzibar），已和坦尚尼亞聯合共和國（United Republic of Tanzania）合併[3][4]。
- 「香港」（Hong Kong），即前英屬香港，現在的實際名稱是中華人民共和國香港特別行政區（Hong Kong Special Administrative Region, People's Republic of China）。

## 伪饰护照的法律問題
伪饰護照相關的法律問題包括：發行、販售、持有、申請簽證、作為旅行文件使用、其他使用等。不同國家法律可能有不同规定。在動亂中使用伪饰護照如被發現，可能產生嚴重後果，這裡僅討論少數個案。

### 發行
通說認為伪饰护照並非偽造的護照：這種「護照」的目的不是為了當成國際承認的文件而印製。這些「護照」並非真實護照的偽造品，因為那些不存在的國家根本不會發行任何合法文件。除此之外，那些「護照」一般而言也不是為了詐欺任何合法單位而設計的，因為此类单位它们应有分辨真假的能力。這種「護照」的目的是在發生動亂時騙過教育程度低或不熟悉世界政區的暴徒，讓持有人不至於因國籍而遭受迫害。然而，若是透過將真實護照加以塗改、覆蓋等方式製造偽飾護照，則會面臨公文書塗改之刑事責任。

### 持有
在旅行或是非旅行期間持有标为虛假國家的伪饰護照，在大多數國家通常不犯法（包括美國的聯邦法、英國、加拿大）。

#### 作為旅行文件
持有标为虛假國家的伪饰護照，通常不能入境，一般而言會遭到遣返。
然而由於少數出入境官員疏失，造成仍有少數案例入境成功。這些個案並非官方承認文件有效。

#### 作為身分證明文件
有些國家擔心伪饰護照會被罪犯濫用，例如用假身分開设銀行帳戶。事实上，使用伪饰護照进行欺骗行为的危险程度與处理護照事务的工作人员的警覺心和訓練有關。查驗護照的人员若是訓練良好，就不難辨別伪饰護照。
在美国，至少已有一个联邦法院讨论了伪饰护照（关于持有者——即被告——是否有劫机威胁）的问题。值得注意地是，地方法院法官没有表示持有此种文件（伪饰护照）违反了法律：
|  | 同样被发现在安德森先生（Mr. Anderson）家里的，却是一本由‘英属圭亚那’发给‘保罗·安德森博士（Dr. Paul Anderson）’的护照，居住在华盛顿特区的‘2012 Nevada NW’，上面并附有一张沃尔特·安德森（Walter Anderson）的照片……辯方声称安德森先生假如在被恐怖分子绑架的情形下以‘伪饰护照’来掩饰他美国公民身份，如此行为将是合法的；并且英属圭亚那现在已不存在（英属圭亚那在1966年变成圭亚那合作共和国），安德森先生事实上不可能靠此护照进行旅行。这样说似乎合乎情理，但此种‘伪饰护照’也的确可能在其他国家进行的银行交易中被用作虚假身份证明，而遇到的银行雇员很可能没有接受过辨识虚假护照的培训。 |

——United States v. Walter Anderson, 384 F.Supp.2d 32, 37, (D.D.C. 2005).
美国国务院的外交事务手册，另一方面，对私人颁发的护照却相当宽厚。正如里面所说：
“私人颁发的（非官方的）旅行文件，如“世界服务护照”，在需要美国护照证明公民身份或个人身份的地方是不可接受的。” 7 FAM 1311.1-6(b)
對於向非官方人士出示伪饰護照证明身份，美國曾發生賭場不得因此拒絕兌換籌碼的案件。華裔賭徒陳立真 （Richard Chen）運用「算牌術」玩廿一點，成為拉斯維加斯多個賭場的不受歡迎客人。他利用伪饰護照掩飾身分兌換籌碼，他在牌桌上贏得了四萬多美元。賭場發現他使用的非有效护照，便拒絕讓陳兌換籌碼。內華達州賭博管理委員會調查陳立真的刑事責任，並未發現陳犯罪。賭場向賭博管理委員會申訴，委員會僅裁定賭場應返還陈立真賭資。陳不服裁定，申请克拉克郡（Clarck）地方法院審查，但被駁回。陳立真繼續上訴，州最高法院判決陳是因為合法算牌而贏錢，賭場無法證明賭客因出示假護照而對賭場造成損失，故推翻判決，允許陳連本兑换全部賭資與赢利。
|  | ……一位蒙特卡洛（Monte Carlo）赌场巡视员发现了陈立真的算牌行为，于是中止让陈立真继续玩牌，要求他把筹码兑成现金离开。陈立真的筹码价值八万四千四百美元。同样的，蒙特卡洛赌场的工作人员要求陈立真出示身份证明，这次护照被看出了是假的。 一位内华达州赌博管理委员会的特派员到了蒙特卡洛赌场对陈立真进行询问，陈立真承认他的“缅甸（Burma）护照”非真实有效的合法护照，并且说出了他的真实身份。如此之后，特派员要求蒙特卡洛赌场发给陈立真八万四千美元全部金额并中止了犯罪调查。两起案件均没有犯罪事实，特派员告诉赌场他们应该给陈立真全额兑现。但是，蒙特卡洛方面只返还了四万四千块给陈立真——这是他兑换筹码的本钱。 出于对调查意见的不满，蒙特卡洛赌场发出了要求赌博管理委员会重审的诉求：这个诉求成功了，赌博管理委员会拒绝陈立真获得玩牌所得的四万零四百元赢利。之后地方法院也驳回了陈立真的司法复审诉讼。我们（州最高法院）最后判决陈立真胜诉。 |

——Chen v. Nevada State Gaming Control Bd., 116 Nev. 282, 994 P.2d 1151 (2000).

## 玩具護照
除了保護人身安全的伪饰護照外，還有些“護照”——玩具护照（fantasy passport）可能只為娱乐，或是凸顯持有者歸屬而印製的。保護人身安全的伪饰護照是私人以子虛烏有（但看似真实）的國家名義而印制，但「玩具護照」則是以發行者自己的名義印制。保護人身安全的伪饰護照故意設計成讓人信以為真，這些「玩具護照」雖然看起來也頗為官樣文章，卻只是持有人用來加強對其信仰的某團體的從屬意識。在某些情況下，這兩種「護照」的功能也可能产生互換，為獨立人士所特意印製的護照，以彰顯其特定政治主張，例如美屬台灣護照。
玩具护照通常被标为某种类似政府的或虚造的政治实体所颁发：包括举世皆知（可能来自文学或艺术领域）但事实并不存在小国，无领土之政权或公国，虚造的政体等。这类“护照”意欲表达某些新奇的诉求。
以下為幾項舉例：

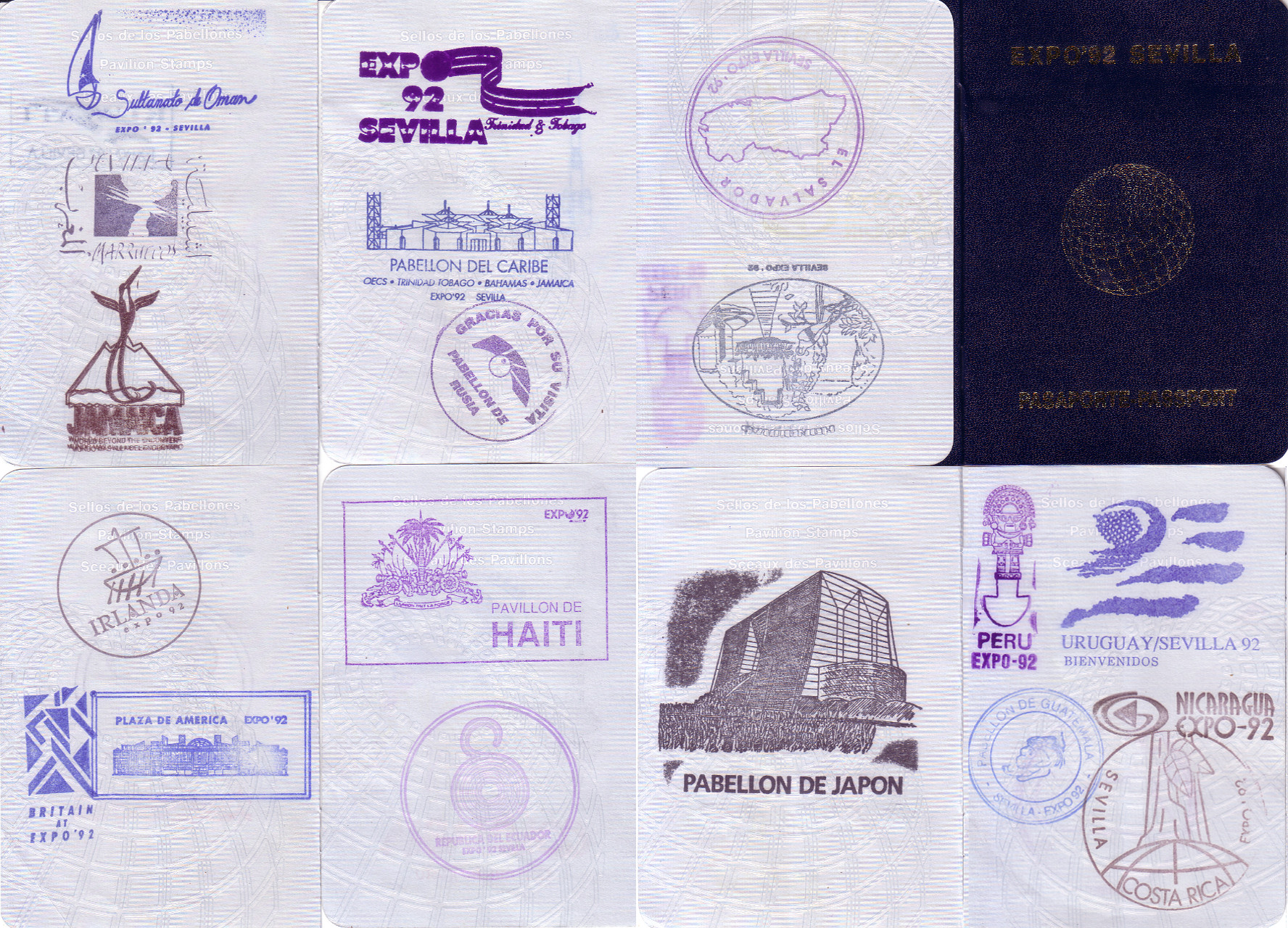
1992年世界博覽會“世博护照”封面及盖章页

- 紐芬蘭護照。在各個旅遊商店發現，作為紐芬蘭和拉布拉多的紀念品。這些標誌著加拿大最東部省份和歐洲殖民地在北美最古老的地方的獨特文化。他們還提醒人們紐芬蘭曾經是一個獨立的英國紐芬蘭殖民地和紐芬蘭自治領，於1949年加入加拿大。
- NSK（新斯洛文尼亞藝術）護照。
- 世界護照，國際民航組織關於機讀旅行證件的文件引用世界服務機構及其護照作為「玩具護照」的其中一個例子。[7][8]
- 「台灣共和國護照」、台灣國（Republic of Taiwan），實際由中華民國政府所管轄。
- 為娱乐需求，如世界博覽會期间发行的作为纪念品的“世博护照”，游览者参观各国展馆时可在护照上盖章留念[9] 。
- 為政治主張。